# Межрелигиозный совет Боснии и Герцеговины
Межрелигиозный совет Боснии и Герцеговины (Međureligijsko vijeće u Bosni i Hercegovini, MRV) — неправительственная межрелигиозная организация, созданная в 1997 году.

## История
В 1997 году сразу после подписания Дейтонского мирного соглашения, лидеры мусульманской, православной, католической и еврейской общин обратились за поддержкой к организации «Религии за мир» для создания «Межрелигиозного совета Боснии». В число его основателей входили муфтий Мустафа Церич, митрополит Дабар-Боснийский Николай, кардинал и архиепископ Врхбосны Винко Пулич и Якоб Финчи из еврейской общины Боснии и Герцеговины. Поскольку совет активно работал в Косово, религиозные лидеры Косово также поддержали идею создания совета. Главной задачей совета ставилось продвижение возможностей регионального межрелигиозного диалога в мирном строительстве.

## Деятельность
Совет начал работу с семью штатными сотрудниками для запуска межрелигиозных проектов, способствующих укреплению доверия между различными религиозными и этническими группами. В 2000 году совет координировал встречи религиозных лидеров для обеспечения «совместных моральных обязательств» в поствоенном обществе. Совет участвовал в разработке проекта Закона о свободе вероисповедания, принятого боснийским парламентом в 2004 году.
13 декабря 2018 года в Гази Хусреве была представлена специальная публикация совета «Совместное руководство Межрелигиозного совета Боснии и Герцеговины для представителей духовенства, работающих с жертвами сексуального насилия, связанного с конфликтом». Помимо поддержки жертв сексуального насилия во время войны, религиозные деятели совета посвятили себя борьбе со стигматизацией жертв насилия.

## Внешние ссылки
- mrv.ba — официальный сайт Межрелигиозный совет Боснии и Герцеговины